# Indium(I,III)-chlorid
Indium(I,III)-chlorid ist eine hypothetische anorganische chemische Verbindung des Indiums aus der Gruppe der Chloride. Neuere Untersuchungen zeigen, dass zwischen InCl und InCl3 nur die gemischtvalenten Chloride In3Cl4, In2Cl3 und In5Cl9 existieren und Indium(I,III)-chlorid demnach eine Mischung anderer Indiumchloride darstellt.

## Gewinnung und Darstellung
Indium(I,III)-chlorid kann durch Reaktion von Indium mit Chlorwasserstoff bei 200 °C oder durch Reduktion von Indium(III)-chlorid in einem Wasserstoff/Chlorwasserstoff-Gemisch bei 600 °C gewonnen werden.

## Eigenschaften
Indium(I,III)-chlorid ist ein farbloser Feststoff, der sich in Wasser zu Indium und Indium(III)-chlorid zersetzt.